# Hietajärvi (sjö i Finland, Lappland, lat 65,95, long 27,10)
Hietajärvi är en sjö i Finland. Den ligger i kommunen Ranua i landskapet Lappland, i den norra delen av landet, 600 km norr om huvudstaden Helsingfors. Hietajärvi ligger 178,5 meter över havet. Den ligger vid sjön Ojajärvi. Arean är 1,59 kvadratkilometer och strandlinjen är 6,52 kilometer lång. Sjön  ingår i Ijo älvs huvudavrinningsområde. 